# Fiodor Sołogub
Fiodor Sołogub (ros. Фёдор Сологуб, właściwie Fiodor Kuźmicz Tietiernikow (ros. Фёдор Кузьмич Тетерников); ur. 17 lutego?/1 marca 1863 w Petersburgu, zm. 5 grudnia 1927 w Leningradzie) – rosyjski pisarz, jeden z przedstawicieli dekadentyzmu, symbolizmu (łączonego z tradycjami realizmu prozy rosyjskiej) i fin de siècle, a także tłumacz, teoretyk sztuki i nauczyciel.

## Życiorys
Debiutował w 1884 roku. We wczesnej twórczości pisał wiersze, o wiele większą sławę przyniosły mu jednak późniejsze utwory prozatorskie.
Jego stosunek do wydarzeń rewolucyjnych w Rosji jest niejednoznaczny – np. według Tadeusza Klimowicza wbrew powszechnemu entuzjazmowi potępiał rewolucję lutową, a następnie też i przewrót bolszewicki. Konsekwencją tego było funkcjonowanie w realiach ówczesnej Rosji w sposób adekwatny do emigracji wewnętrznej.
Był związany z dekadencką filozofią pesymizmu i egzystencjalnego zagubienia, jednocześnie deklarował więź z symbolistycznym kultem sztuki. W swojej twórczości porusza często, wręcz obsesyjnie, tematykę śmierci, samotności, strachu, a jednocześnie stosuje skomplikowane symbole, dąży do estetyzacji sztuki. Wobec wszechogarniającego świata zła w swoich utworach przywołuje jako kontrast i przeciwwagę krainy słodkich, czarujących, zniewalających legend, przepięknych marzeń i ulotnych fantazji.
Najbardziej znane dzieła Sołoguba to m.in. powieści (Mały bies – 1905), dramaty symbolistyczne (Chwała śmierci – 1907) i opowiadania (np. Maleńki człowiek).

## Wybrana twórczość

### Powieści
- 1895 – Ciężkie sny[1] lub Męczące sny[2] (ros. Тяжёлые сны)
- 1905 – Mały bies[3] (ros. Мелкий бес)
- 1907-1914 – Tworimaja legienda (ros. Творимая легенда)
- 1912 – Słaszcze jada (ros. Слаще яда)
- 1922 – Zaklinatielnica zmiej (ros. Заклинательница змей)

### Zbiory opowiadań
- 1896 – Tieni (ros. Тени)
- 1904 – Żądło śmierci[4] (ros. Жало Смерти)
- 1905 – Kniga skazok (ros. Книга сказок)
- 1906 – Politiczeskije skazoczki (ros. Политические сказочки)
- 1907 – Istlewajuszczije licziny (ros. Истлевающие личины)
- 1908 – Kniga razłuk (ros. Книга разлук)
- 1909 – Kniga oczarowanij (ros. Книга очарований)
- 1911 – Kniga priewraszczenij (ros. Книга превращений)
- 1912 – Kniga striemlenij (ros. Книга стремлений)
- 1913 – Nieutolimoje (ros. Неутолимое)
- 1915 – Aryj god (ros. Ярый год)
- 1918:
  - Slepaja baboczka (ros. Слепая бабочка)
  - Pomnisz, nie zabudiesz i drugije rasskazy (ros. Помнишь, не забудешь и другие рассказы)
- 1921:
  - Socztionnyje dni (ros. Сочтённые дни)
  - Carica pocełujew (ros. Царица поцелуев)

### Zbiory wierszy
- 1896:
  - Stichi. Kniga pierwaja (ros. Стихи. Книга первая)
  - Stichi. Kniga wtoraja (ros. Стихи. Книга вторая)
- 1904:
  - Stichi. Kniga trietja (ros. Стихи. Книга третья)
  - Stichi. Kniga czetwiortaja (ros. Стихи. Книга четвёртая)
- 1906 – Rodinie. Stichi. Kniga piataja (ros. Родине. Стихи. Книга пятая)
- 1907 – Zmij. Stichi. Kniga szestaja (ros. Змий. Стихи. Книга шестая)
- 1908 – Pol Wierlen. Stichi, izbrannyje i pieriewiedionnyje Fiodorom Sołogubom: Sied’maja kniga stichow (ros. Поль Верлен. Стихи, избранные и переведённые Фёдором Сологубом: Седьмая книга стихов)
- 1908 – Płamiennyj krug. Stichi. Kniga wos’maja (ros. Пламенный круг. Стихи. Книга восьмая)
- 1913:
  - Łazurnyje gory (ros. Лазурные горы)
  - Woschożdienija (ros. Восхождения)
  - Smieinyje oczi (ros. Змеиные очи)
  - Żemczużnyje swietiła (ros. Жемчужные светила)
- 1914 – Oczarowanija ziemli (ros. Очарования земли)
- 1915:
  - Wojna (ros. Война)
  - Ziemla rodnaja (ros. Земля родная)
- 1917 – Ałyj mak (ros. Алый мак)
- 1921:
  - Fimiamy (ros. Фимиамы)
  - Odna lubow' (ros. Одна любовь)
  - Niebo gołuboje (ros. Небо голубое)
  - Sobornyj błagowiest (ros. Соборный благовест)
- 1922:
  - Kostior dorożnyj (ros. Костёр дорожный)
  - Swiriel. Russkije bierżeriety (ros. Свирель. Русские бержереты)
  - Czarodiejnaja czasza (ros. Чародейная чаша)
- 1923 – Wielikij Błagowiest (ros. Великий благовест)

### Dramaty
- 1906:
  - Liturgija Mnie (ros. Литургия Мне)
  - Dar mądrych pszczół[5] (ros. Дар мудрых пчёл)
- 1907:
  - Pobieda Smierti (ros. Победа Смерти)
  - Lubwi (ros. Любви)
- 1908:
  - Wan’ka Klucznik i Paż Żean (ros. Ванька Ключник и Паж Жеан)
  - Nocznyje plaski (ros. Ночные пляски)
- 1909 – Miełkij bies (ros. Мелкий бес)
- 1910 – Założniki żyzni (ros. Заложники жизни)
- 1912:
  - Mieczta-pobieditielnica (ros. Мечта-победительница)
  - Wojna i mir (ros. Война и мир)
- 1914:
  - Lubow’ nad biezdnami (ros. Любовь над безднами)
  - Prowody (ros. Проводы)
- 1915 – Kamien’, broszennyj w wodu (Siemja Woroncowych) (ros. Камень, брошенный в воду (Семья Воронцовых))
- 1916 – Uzor iz roz (ros. Узор из роз)
- 1917 – Lubow’ i wienost' (ros. Любовь и верность)